# Peter Kresák
Peter Kresák (* 24. dubna 1954 Bratislava) je slovenský právník a politik.

## Biografie
V roce 1978 ukončil studium na Právnické fakultě Univerzity Komenského v Bratislavě. Poté nastoupil na studijní pobyt do Ústavu státu a práva Slovenské akademie věd se specializací na státní právo. V roce vykonal rigorózní zkoušku a získal titul JUDr. V roce 1984 obhájil kandidátskou práci a vědecká rada Právnické fakulty Univerzity Komenského mu udělila vědeckou hodnost kandidát právních věd.
V roce 1985 přešel na Katedru státního práva Právnické fakulty Univerzity Komenského. V roce 1988 absolvoval sedmiměsíční studijní pobyt na University of Virginia. V roce 1990 byl zvolen proděkanem Právnické fakulty Univerzity Komenského.
V lednu 1991 se habilitoval na docenta v oboru státní právo. Do roku 1992 publikoval kolem 77 odborných prací.
V září 1990 ho předsednictvo Federálního shromáždění jmenovalo do čtyřčlenné komise expertů, která připravovala návrh Listiny základních práv a svobod. Ve stejné době začal připravovat Ústavu Slovenské republiky a Ústavu České a Slovenské Federativní Republiky.
V roce 1992 byl soudcem československého ústavního soudu. V letech 1998 až 2002 byl za Stranu občanského porozumění poslancem Národní rady Slovenské republiky. Mezi roky 1999 a 2000 byl spoluautorem několika přijatých návrhů změn slovenské ústavy. Poté zastupoval Slovensko u Evropského soudu pro lidská práva. Je vedoucím Zastupitelského úřadu Vysokého komisaře OSN pro uprchlíky na Slovensku.
Pedagogicky působí na Fakultě práva Panevropské vysoké školy a na Katedře ústavního práva Právnické fakulty Univerzity Komenského v Bratislavě.